# Sito archeologico in località Pantanacci
Il sito archeologico in località Pantanacci è un'area di circa 0,3 km² che si trova tra i comuni di Genzano e Lanuvio della città metropolitana di Roma.
Necropoli risalente a circa il IV secolo a.e.v., presenta reperti come la Stipe di Pantanacci, raccolta di oggetti votivi venuti alla luce durante una campagna di scavi nel 2012.

## Storia
Il sito è incluso nella Tenuta Pantanacci e si inserisce fin dal IV secolo a.C. nel complesso sacro del tempio dedicato a Giunone Sospita; include l'area nella quale è collocata la stipe di Pantanacci.
Nel luglio del 2012, l’intervento del Gruppo Tutela Patrimonio Archeologico della Guardia di Finanza ha interrotto uno scavo clandestino e ha permesso di recuperare in località Pantanacci (ricadente tra il Comune di Lanuvio e quello di Genzano di Roma) una gran mole di materiale votivo destinato al mercato antiquario internazionale. Data la situazione di emergenza legata ai ritrovamenti, unitamente all'interesse archeologico del sito, è stata tempestivamente intrapresa la prima campagna di scavo sotto la direzione di Luca Attenni e di Giuseppina Ghini. Nel 2023 un gruppo internazionale operante nel settore del turismo e della cultura ha acquistato l’intera area collocandola sotto la direzione archeologica di Luca Attenni.

## Descrizione
Il sito archeologico in località Pantanacci si colloca nei boschi dell’antico ager lanuvinus, non lontano dal santuario di Giunone Sospita; si identifica come una stipe votiva collocata in un antro naturale, interessato già in antico da interventi antropici. Il costone roccioso accoglie diverse cavità consecutive e probabilmente comunicanti. Gli oggetti donati e rinvenuti all'interno della grotta appartengono a tipologie differenti, con una cronologia prevalentemente orientata al IV–III secolo a.C. Per quanto concerne il vasellame, sono presenti prevalentemente ceramiche a impasto (soprattutto olle) e ceramica a vernice nera (tra cui spiccano esemplari miniaturistici e pezzi sovradipinti); riguardo ai votivi anatomici, invece, sono stati riportati alla luce modelli raffiguranti mani, piedi, gambe, braccia, figurine intere (maschili, femminili e di infanti fasciati), busti con intestino, vesciche, mammelle, uteri, falli, vulve, orecchie, mascherine con occhi, teste maschili e femminili e, soprattutto, l’inedita tipologia dei cavi orali.  
La distribuzione vede la prevalenza di una tipologia votiva in ogni deposizione, senza però determinarne l’esclusività. Gli oggetti, concavi, venivano riempiti e poi sigillati con argilla finissima, collocati in nicchie artificiali a parete o in alloggiamenti a terra sistemati con sassi a fare da fermo; in corrispondenza di un punto sorgivo invece la ceramica (miniaturistica) è stata deposta direttamente sulla roccia, con l’acqua che vi scorreva sopra, come confermano le abbondanti concrezioni calcaree su vasellame e votivi.  
L’azione cultuale prevedeva anche offerte di cibi e bevande alla divinità, di cui sono stati trovati i resti di combustione. Dalle tracce di bruciato è possibile identificare più azioni deposizionali ripetute e ravvicinate, connesse a fuochi; essi dovevano sviluppare una fiamma viva a diretto contatto della parete rocciosa, che per l’elevata temperatura ha assunto una tipica colorazione rossastra sotto le evidenti tracce di bruciato. Residui di carbone sono stati rinvenuti su pietre piatte e tegole, che offrivano appoggio ai recipienti rovesciati – probabilmente simili a clibani – utilizzati per bruciare le offerte. Sono state rinvenute tracce di alimenti quali piselli, nocciole, gusci di molluschi e ossa di avicoli e ovini. I punti di deposizione primaria sono distribuiti lungo le pareti dell’antro, in vicinanza di grandi lastre di peperino che sembrano offrire un piano di calpestio, affiancato ai punti dove è presente il naturale appoggio roccioso che, plausibilmente, veniva coperto da una passerella lignea per agevolare il camminamento. Il centro della grotta non presenta concentrazioni di votivi tali da pensare a punti di deposizione ed è caratterizzato da un fondo roccioso coperto da uno strato di argilla finissima: si può ipotizzare che questa zona fosse già in antico punto di raccolta delle acque sorgive con valenza sacrale, il cui livello sarebbe stato mantenuto sotto controllo grazie a un sistema di chiuse in pietra (di cui è stato ritrovato un elemento). Data la particolarità del ritrovamento di deposizioni primarie integre e il pregio sia quantitativo che qualitativo dei materiali rinvenuti, il sito rappresenta sicuramente una realtà archeologica di grande interesse scientifico nel panorama italiano e laziale in particolare.

## Strutture

### La necropoli romana delle tre cappelle
Lungo via dei Pantanacci, che dalla via Appia conduce al sito archeologico, si trovano resti di colonne (tronchi scanalati e capitelli), blocchi di marmo e ceramiche di vario tipo. Addentrandosi nella tenuta è subito visibile una prima camera sepolcrale a pianta rettangolare in opera mista coperta da una volta a botte sulla quale restano tracce del rivestimento in intonaco. Esternamente invece è caratterizzata da un rivestimento in cocciopesto, mentre di fronte al sepolcro si conserva parte di un sarcofago e di una fontana. 
Continuando il percorso, si raggiunge un ambiente con volta a crociera ed a pianta cruciforme, dal cui corpo centrale si sviluppano tre vani rettangolari minori. Nell'ambiente centrale, dove è ben conservato un arco, si evidenziano delle decorazioni pittoriche che riproducono una figura maschile barbuta e severa e una figura femminile col busto scoperto, si tratta di Atteone e Diana. Del terzo ed ultimo ambiente, rimangono la parete di fondo settentrionale, e le due pareti laterali. Ai piedi di un muro addossato alla parete orientale, si trovano resti di una copertura a botte.

### La stipe e l’ambiente ipogeo di Pantanacci
La grotta di Pantanacci si contestualizza come un luogo di culto sine tecto, in quanto manca l'edificazione di un tempio vero e proprio, ed è strettamente connesso alla ricca presenza di acqua. Nell'area immediatamente circostante sono stati rinvenuti soprattutto votivi anatomici (mani, piedi, teste, organi genitali, ecc.), oltre a statuine di animali, offerenti, infanti, ceramica locale e di importazione, databili tra il IV e il III- II secolo a.C.
È stato identificato un ingegnoso sistema idraulico progettato per incanalare l’acqua e convogliare quella raccolta in superficie all'interno della grotta formando una sorta di vasca per le abluzioni. La maggior parte degli ex voto sono stati rinvenuti lungo le pareti della grotta, al centro della quale vi è un fondo roccioso coperto da uno strato di argilla finissima: si ipotizza che questa zona fosse già in antico punto di raccolta delle acque sorgive con valenza sacrale, il cui livello sarebbe stato mantenuto sotto controllo grazie ad un sistema di chiuse in pietra (di cui è stato ritrovato un elemento). 
Le acque che sgorgano in località Pantanacci grazie alla particolare concentrazione di fluoro hanno proprietà terapeutiche e salutari, ciò ha consentito fin dall'antichità la nascita di un culto di divinità ad esse connesso. Durante gli scavi del 2012 è stata scoperta una chiusa che consentiva di mantenere all'interno della grotta un livello costante, tutta l'acqua in eccesso si incanalava in un condotto scavato nella roccia e in altre condutture che costituivano un articolato sistema di canalizzazione. Molto suggestivo è un corridoio ipogeo scavato per circa 15 m. nel peperino e coperto da una volta a botte, al di sotto della grotta di Pantanacci, rinvenuto nel 2015 da Angelo Mele e Luca Attenni. La sua funzione non è ben definita ma molto probabilmente deve essere in stretta relazione con la grotta di Pantanacci con la quale è unito da un cunicolo che permetteva all'acqua di defluire dalla grotta di Pantanacci all’interno dell’ambiente ipogeo e attraverso una canaletta interna dall’ambiente ipogeo l’acqua si incanala in un torrente che scorre nel bosco circostante. Ed infatti il costone roccioso in peperino, dove si colloca la grotta di Pantanacci, (costone lungo 60 m. e alto più di 20 m.; In antico doveva essere alto almeno 50 m.) accoglie diverse cavità consecutive e probabilmente comunicanti, dalle cui pareti di fondo tutt'oggi sgorgano spontaneamente acque sorgive attraverso aperture. La stipe votiva in località Pantanacci dunque offre un quadro che permette di delineare un contesto sacrale ben definito.

### La Grotta delle monete
Poco distante dalla stipe è presente un'altra caverna, anche questa interessata da un flusso continuo di acqua che scaturisce dalla roccia, all'interno della quale sono state ritrovate numerose monete che probabilmente erano offerte in dono all'interno delle attività legate al culto del serpente.

### La cava
Sempre lungo il percorso interno alla Tenuta Pantanacci, è visibile un fronte di una cava, alto circa 30 m. che mostra tracce dei diversi piani di taglio e delle scalpellature oblique di distacco. Sono inoltre distinguibili sulla parete tufacea alcune nicchie di colombario. Di questi loculi (riconosciuti 42), alcuni sono di sezione quadrata altri ovale con presenza di edicola a timpano. Uno dei loculi presenta alla base un’iscrizione, visibile ancora oggi “D. VE”. 

### Le sorgenti e l'acquedotto romano di Lanuvio
All'interno del sito archeologico in località Pantanacci sono presenti molteplici sorgenti naturali, oltre a quelle precedentemente descritte all'interno della stipe e della grotta delle monete. In prossimità di alcune sorgenti, in diverse epoche, sono stati realizzati fontanili e cisterne. L'acquedotto romano di Lanuvio, che riforniva la Fontana degli Scogli proveniva da sotto monte Leone, nel territorio di Genzano di Roma, e, attraversando l’area, dove sono visibili consistenti tratti, e la collina di San Lorenzo, terminava all'angolo nord-ovest di largo vittime di Brescia al civico 1, per un totale di 3 km di lunghezza; qui doveva convogliare la maggior quantità d’acqua da distribuire alla città. 
La sorgente del Leone consta di quattro polle che scaturiscono tra le basalte e la pozzolana dove è quella detta del Calabrese, dista dalla prima circa 290 m e l’ultima si trova a 60 m più giù del Bottino. Accanto alla bocca (ossia la parte finale) dell’acquedotto, si sono trovati i resti di un edificio a pianta rettangolare con un pavimento costituito di lastre di peperino ed un muro in opera quadrata conservato per cinque filari. L'archeologo Paolo Chiarucci ipotizzava trattarsi di un muro di sostruzione, visto che i parallelepipedi sono disposti per testa e per taglio. Non si esprime per l’ambiente rettangolare, ma ipotizza che le pareti interne fossero intonacate; Luca Attenni non esclude che la struttura in opera quadrata potesse essere in relazione direttamente con l’acquedotto lanuvino, forse con lo scopo di redistribuzione a varie zone della città delle acque che provenivano dall'acquedotto, come il vicino balineum, localizzato al di sotto dell’attuale edificio comunale. Quello che è certo dell’acquedotto lanuvino è il suo percorso, meno chiara è la sua cronologia. Manlio Lilli lo data tra il 62 a.C. e il I secolo d.C., datazione ipotizzata in base alle analogie tra la tecnica reticolata irregolare dell’acquedotto e monumenti quali il santuario di Giunone Sospita, alcune ville del territorio ed un’iscrizione di età augustea-tiberiana che menziona la ripulitura dell’acquedotto lanuvino. È stata portata alla luce in località san Lorenzo una fistula plumbea, che potrebbe essere in relazione all'acquedotto, che reca impresso il nome di Cecilius Reparatus, personaggio che manca del prenomen e che probabilmente deve essere vissuto nella media età imperiale e che potrebbe aprire nuove chiavi di lettura sul monumento lanuvino. 